# Ilias Chadzipawlis
Ilias Chadzipawlis (gr. Ηλίας Χατζηπαυλής, ur. 24 maja 1949 w Pireusie) – grecki żeglarz sportowy. Srebrny medalista olimpijski z Monachium.
Brał udział w czterech igrzyskach olimpijskich (IO 72, IO 80, IO 84, IO 88). W 1972 zdobył srebro w klasie Finn, wyprzedził go jedynie Francuz Serge Maury. W 1974 był brązowym medalistą mistrzostw Europy w Finnie. W 1980 był chorążym reprezentacji Grecji podczas ceremonii otwarcia igrzysk w Moskwie.